# Damian Kulec
Damian Kulec (ur. 25 grudnia 1990 w Łodzi) – polski aktor filmowy, telewizyjny, dubbingowy oraz teatralny.

## Życiorys
W 2013 roku ukończył Państwową Wyższą Szkołę Filmową, Telewizyjną i Teatralną im. Leona Schillera w Łodzi. W latach 2013–2019 występował w Teatrze Powszechnym w Łodzi. Od 2019 roku związany z Teatrem Gudejko w Warszawie.
W 2019 roku wcielał się w główną rolę, doktora Mieszko Małeckiego w serialu TV4 pt. Gabinet numer 5, w latach 2020–2021 grał Daniela w serialu TVN7 pt. Zakochani po uszy, natomiast od 2021 roku – Kacpra Nowaczyka w serialu Polsatu pt. Pierwsza miłość.

### Życie prywatne
Od 2018 roku jest mężem aktorki Katarzyny Grabowskiej, z którą ma córkę Jagodę (ur. 2021).

## Filmografia
| Rok       | Tytuł                    | Rola                      | Uwagi      |
| --------- | ------------------------ | ------------------------- | ---------- |
| 2011      | Układ warszawski         | stażysta                  | odc. 13    |
| 2012      | Komisarz Alex            | Kuba                      | odc. 23    |
| 2015      | Singielka                | chłopak                   | odc. 15    |
| 2016      | Komisarz Alex            | „Piękny”                  | odc. 92    |
| 2017      | Diagnoza                 | młody górnik              | odc. 6     |
| 2018      | Na dobre i na złe        | doradca burmistrza        | odc. 721   |
| 2019      | Korona królów            | Warcisław, brat Bogusława |            |
| 2019      | Wszystko dla mojej matki | policjant                 |            |
| 2019      | Gabinet numer 5          | doktor Mieszko Małecki    |            |
| 2019      | Dziewczyny ze Lwowa      | oficer śledczy            | odc. 45-47 |
| 2019–2020 | Świat według Kiepskich   | dziennikarz               |            |
| 2020–2021 | Zakochani po uszy        | Daniel                    |            |
| 2020      | Ojciec Mateusz           | Radek Wojnar              | odc. 302   |
| 2020      | Nieobecni                | dziennikarz               |            |
| 2021      | Usta usta                | policjant                 | odc. 43    |
| 2021      | Śmierć Zygielbojma       | ratownik                  |            |
| 2021      | Komisarz Mama            | Marek Czyżewicz           | odc. 11    |
| od 2021   | Pierwsza miłość          | Kacper Nowaczyk           |            |
| 2022      | Gorzko, gorzko!          | drużba                    |            |
| 2022      | Ojciec Mateusz           | Tomek Wolski              | odc. 361   |

## Dubbing
| Rok     | Tytuł                                  | Rola             |
| ------- | -------------------------------------- | ---------------- |
| 2018    | Dziadek do orzechów i cztery królestwa |                  |
| 2018    | Pokémon: Siła jest w nas               | Toren            |
| 2018    | Spider-Man Uniwersum                   | naukowiec        |
| 2018    | Robin Hood: Początek                   | strażnik         |
| 2018    | Aquaman                                | Strażnik Rubieży |
| 2018    | Venom                                  | Technik, Gwary   |
| 2018    | Zabójcze maszyny                       | Tom Natsworthy   |
| 2019    | Sekretne życie zwierzaków domowych 2   | kot              |
| 2019    | Spider-Man: Daleko od domu             | Brad Davis       |
| 2019    | Terminator: Mroczne przeznaczenie      | Diego Ramos      |
| 2019    | Zakochany kundel                       | Jim Darling      |
| 2019    | Wiedźmin                               |                  |
| 2019    | Alita: Battle Angel                    | Hugo             |
| 2019    | Shazam!                                | Burke Breyer     |
| 2020    | Cyberpunk 2077                         | Hal              |
| 2021    | Zaplątani w czasie                     | Felix            |
| 2021    | Arcane                                 | Jayce            |
| od 2021 | Koci domek Gabi                        | Najkotek         |